# Christian Döring
Christian Döring es un deportista de la RDA que compitió en piragüismo en la modalidad de eslalon. Ganó cinco medallas en el Campeonato Mundial de Piragüismo en Eslalon entre los años 1967 y 1975.

## Palmarés internacional
| Campeonato Mundial | Campeonato Mundial                 | Campeonato Mundial | Campeonato Mundial |
| Año                | Lugar                              | Medalla            | Competición        |
| ------------------ | ---------------------------------- | ------------------ | ------------------ |
| 1967               | Lipno nad Vltavou (Checoslovaquia) | Medalla de oro     | K1 por equipos     |
| 1971               | Merano (Italia)                    | Medalla de plata   | K1 individual      |
| 1971               | Merano (Italia)                    | Medalla de plata   | K1 por equipos     |
| 1973               | Muotathal (Suiza)                  | Medalla de oro     | K1 por equipos     |
| 1975               | Skopie (Yugoslavia)                | Medalla de bronce  | K1 por equipos     |